# Nigel Fielding
Nigel Fielding (* 29. Januar 1950) ist ein britischer Soziologe und Kriminologe sowie emeritierter Professor der University of Surrey (Department of Sociology). Er ist Ehrenmitglied der British Society of Criminology
Fieldings wissenschaftliches Hauptinteresse gilt der Polizeisoziologie. Dazu gehören Forschungsarbeiten über Auswahl, Ausbildung und Entlassungsfaktoren bei der Polizei, polizeiliche Sozialisation und Berufskultur, bürgernahe Polizeiarbeit, polizeiliche Ethik und Integrität, polizeiliches Engagement für die Gemeinschaft, polizeiliche Informationsbeschaffung und strafrechtliche Ermittlungen.

## Schriften (Auswahl)
- Professionalizing the police. The unfulfilled promise of police training. Oxford University Press, Oxford/New York 2018, ISBN 9780198817475.
- Courting violence. Offences against the person cases in court. Oxford University Press, Oxford/New York 2006, ISBN 9780199279357.
- The police and social conflict. 2. Auflage, Glass House Press, London/Portland 2005, ISBN 9781904385233.
- Probation practice. Client support under social control. Hants/Gower, Aldershot/Brookfield 1984, ISBN 0566007304.